# Pasi Jääskeläinen
Pasi (Basilius) Jääskeläinen  (30. Mai 1869 in Haapavesi – 23. Januar 1920 in Helsinki) war ein finnischer Schauspieler, Sänger, Dramatiker und Kantelespieler. Er war einer der ersten Coupletsänger in Finnland, von denen es Tonaufnahmen gibt. Außerdem war er einer der ersten Künstler, der Aufnahmen in Finnland produzierte, wie sie zuvor an Orten wie Sankt Petersburg gemacht worden waren. Jääskeläinen nahm von 1904 bis 1911 Dutzende von Liedern auf.

## Biografie
Basilius „Pasi“ Jääskeläinen wurde am 30. Mai 1869 in der Gemeinde und Stadt Haapavesi im Großherzogtum Finnland geboren. Jääskeläinen studierte von 1879 bis 1882 an einem privaten Gymnasium in Oulu.  Anschließend studierte er Orgel und machte 1887 seinen Abschluss. 1902 unternahm Jääskeläinen eine Reise in die Vereinigten Staaten, auf der er finnische Emigranten unterhielt. 1904 und 1905 machte er seine ersten Aufnahmen in Helsinki und war damit einer der ersten finnischen Künstler, der in Finnland Aufnahmen machte. Jääskeläinens Plattenkarriere dauerte bis 1911 und umfasste insgesamt 64 Aufnahmen, die in Helsinki und Kopenhagen produziert wurden. Als Schauspieler hatte Jääskeläinen ein Opernhaus in Haapavesi gegründet. Am 22. Januar 1920 brach Jääskeläinen mit seinem Sohn zu einem Besuch in Helsinki auf. Am nächsten Tag starb er an einem Schlaganfall.

## Aufnahmen

### November 1904, Helsinki, Finnland
- Satu („Kettu ja jänis“)/Humalaisen kotiintulo
- Vielä niitä honkia … („Tukkijoella“, Oskar Merikanto, Teuvo Pakkala)
- Tammerkosken sillalla (trad., Kantele-Begleitung)
- Merimieslaulu (estnische Melodie mit Kantele-Begleitung)
- Kekrinä (trad.)
- Lypsäjän laulu (trad.)
- Joen Takana
- Kun minä laulaan lähden (trad.)
- Suomalainen runosävelmä (trad.)
- Tääll' yksinäni laulelen (trad.)

### September 1905, Helsinki, Finnland
- Remma ja remma (trad.)
- Lukkari ja kukko (trad.)
- Varpusen olut (trad.)
- Kultani
- Oman kullan silmät (trad.)
- Ja sun hoppati rallallei (trad.)
- Heikki se lähti Heinolasta naimaan (trad.)
- Murrejuttu
- Häälaulu/Paljo olen maata kulkenut (Kantele-Begleitung)
- Olin minä nuori poika (trad.)
- Varpusen olut/Ompa mulla (trad.)

### 1906, Helsinki, Finnland
- Minä olen Matti maailmassa (trad.)
- Minä lähden Ameriikkaan (trad.)
- Kun tätä Suomenmaata … (trad.)
- Enkä minä ryyppää (trad.)
- Stiipeli staapeli stom pom pom (Oskar Merikanto, das Lied kann als Adaption eines Volksliedes angesehen werden)
- Meripoikatte veis
- Kun minä laulaan lähden (trad.)
- Hei henttuni (trad.)
- Rannalla itkijä (trad.)
- Taivas über sininen ja valkoinen (trad.)

### 1908, Helsinki, Finnland
- Tämän kylän tytöt (trad.)
- Tule ystäväni rantahan (trad.)
- Hei illalla
- Nuku nurmen alla
- Ompa mulla kaunis kulta (trad.)

### August 1909, Kopenhagen
- Kahden Vaiheilla (Emil Kauppi)
- Tammerkosken sillalla (trad.)
- Varpunen (A. Poppius)
- Humalaisen kotiintulo/Satu
- Piirilaulu
- Merimieslaulu (trad.)
- Paimenpojan laulu (trad.)
- Renk' Willen naiminen
- Tuulen henki/Viherian pellon poikki
- Suomalainen runosävelmä (trad.)
- Kahden Vaiheilla (Emil Kauppi)
- Tuntematon

### September 1910, Helsinki, Finnland
- Rauma prankori marss' (Hj.Nortamo)
- Kyllä Minä Tiedän
- Paree oliki' (Emil Kauppi)
- Tukkipoikia tulossa (Emil Kauppi)
- Poika ja tyttö (trad.)
- Kasarmilaulu
- Laivakokin rallatus (trad.)

### 15. September 1911, Helsinki, Finnland
- Priki Efrosiina – 1 (Axel Törnudd)
- Priki Efrosiina – 2 (Axel Törnudd)
- Jenny
- Aittalaulu (Emil Kauppi)
- Voi niitä aikoja … (Emil Kauppi, Erkki Melartin)
- Vanha juomalaulu
- Kotimaani, Mukaelma (trad.)
- Heilani kammari (Emil Kauppi)